# 伯黑缘黄钩蛾
双斜线黄钩蛾（学名：Tridrepana unispina）也称白點黃鉤蛾，银斑黄钩蛾，是鱗翅目钩蛾科的一种，体长9～12毫米，头部黄褐色，触角双栉形，棕黄色。身体背面黄褐色，腹面黄色。足黄色。翅长14～17毫米。内线、中线和外线为棕褐色弯曲，中室有一白点；后翅比前翅颜色稍浅，中室有两个白点。与仲黑缘黄钩蛾（T. crocea）相似，但雄性外生殖器略有不同。分布于中国和日本等地。